# Hydrangea mangshanensis
Hydrangea mangshanensis là một loài thực vật có hoa trong họ Tú cầu. Loài này được C.F. Wei mô tả khoa học đầu tiên năm 1994.